# 해양대학 목록
다음은 세계의 해양대학 목록으로, 나라별로 분류하였다.

## 아시아

### 대한민국
- 목포해양대학교
- 한국해양대학교

### 일본
- 도쿄 해양대학
- 고베 대학

### 중국
- 다롄 해양대학
- 상해 해양대학

#### 홍콩
- 홍콩 이공대학

### 타이완
- 가오슝해양과기대학
- 국립대만해양대학